# Orenstein & Koppel
La Orenstein & Koppel GmbH (acronimo O&K) era un'azienda meccanica tedesca costruttrice di grandi macchine e locomotive di ogni tipo e scartamento. Venne fondata il 1º aprile 1876 a Berlino da Benno Orenstein (1851–1926) e Arthur Koppel (1851–1908) dai quali prese il nome.

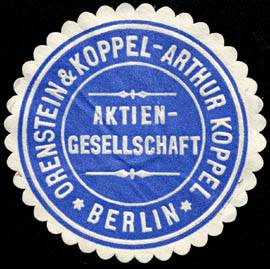
Sigillo della "Orenstein & Koppel Aktiengesellschaft"

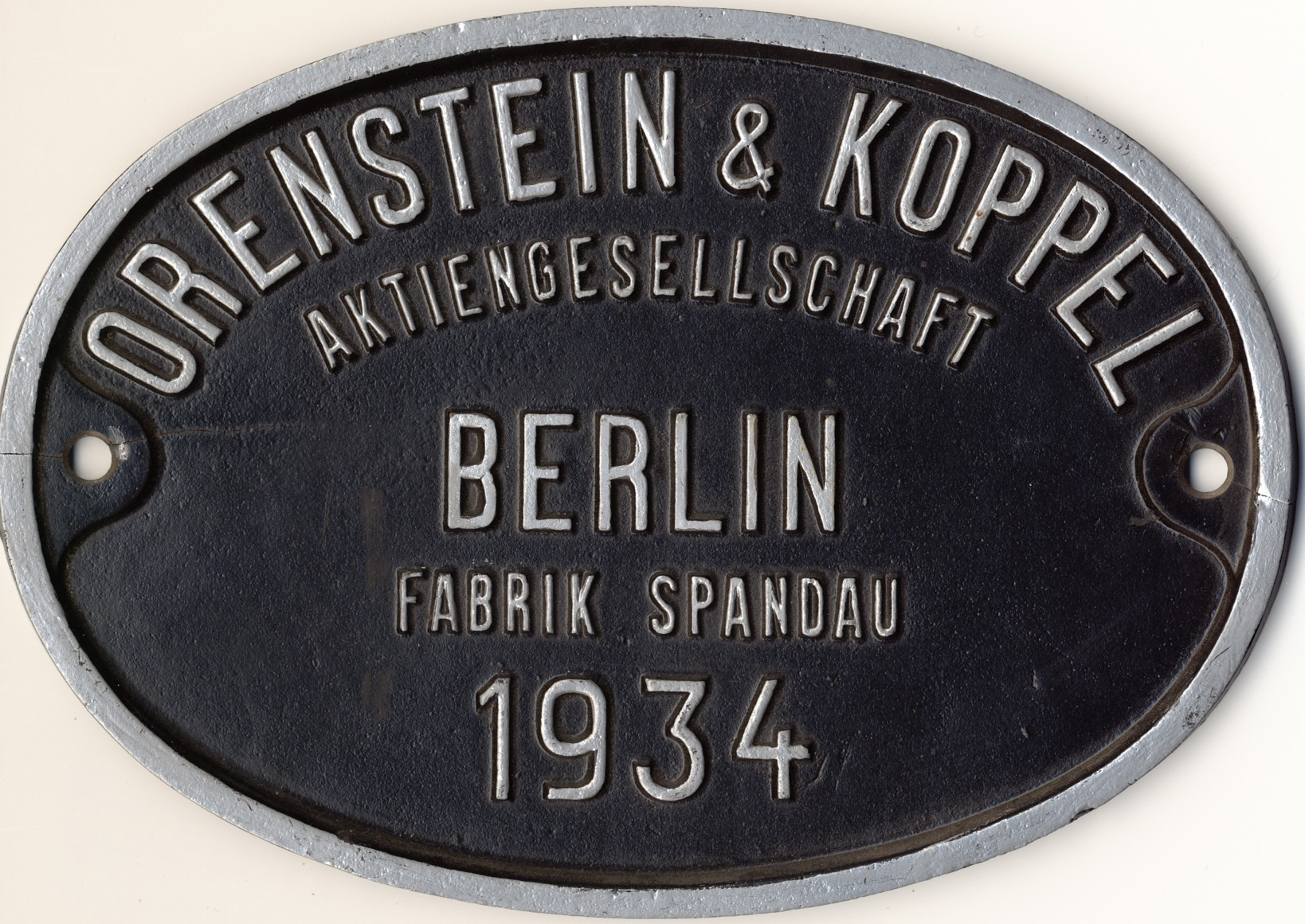
Placca di fabbrica „Orenstein & Koppel“ della fabbrica di Berlino-Spandau del 1934 su una locomotiva

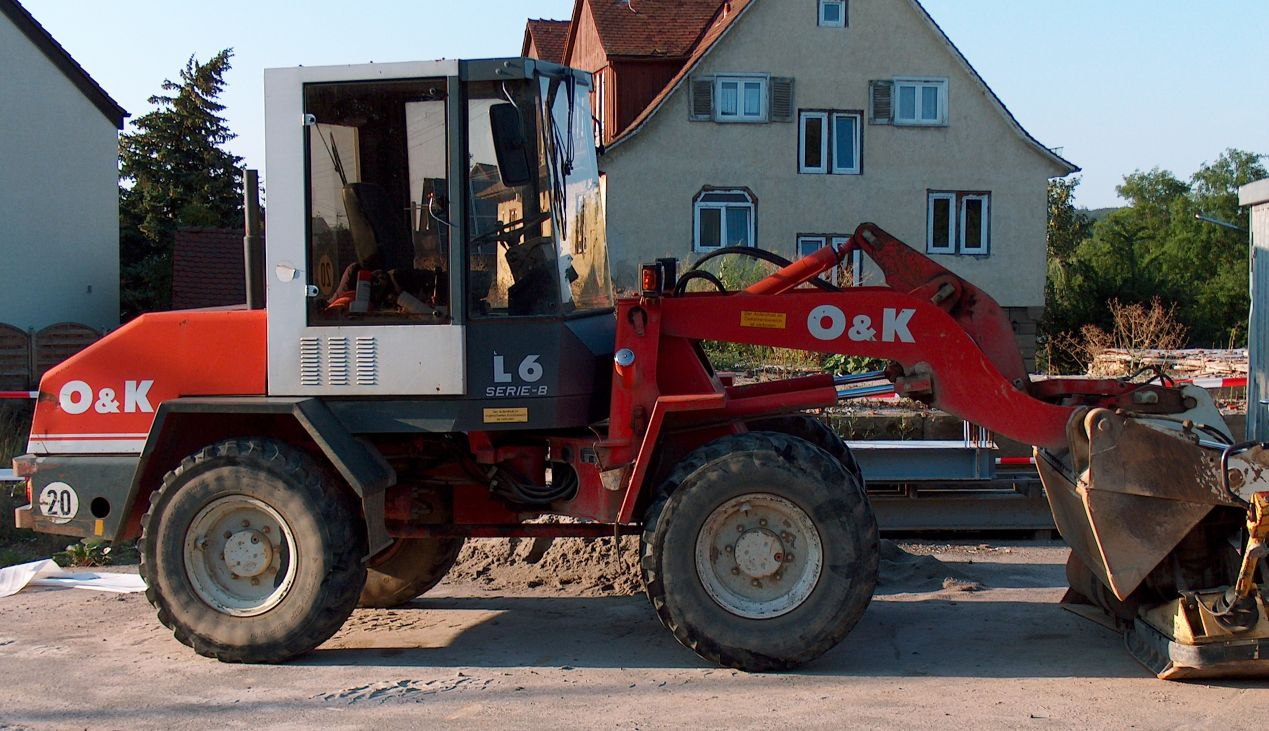
Pala gommata O&K

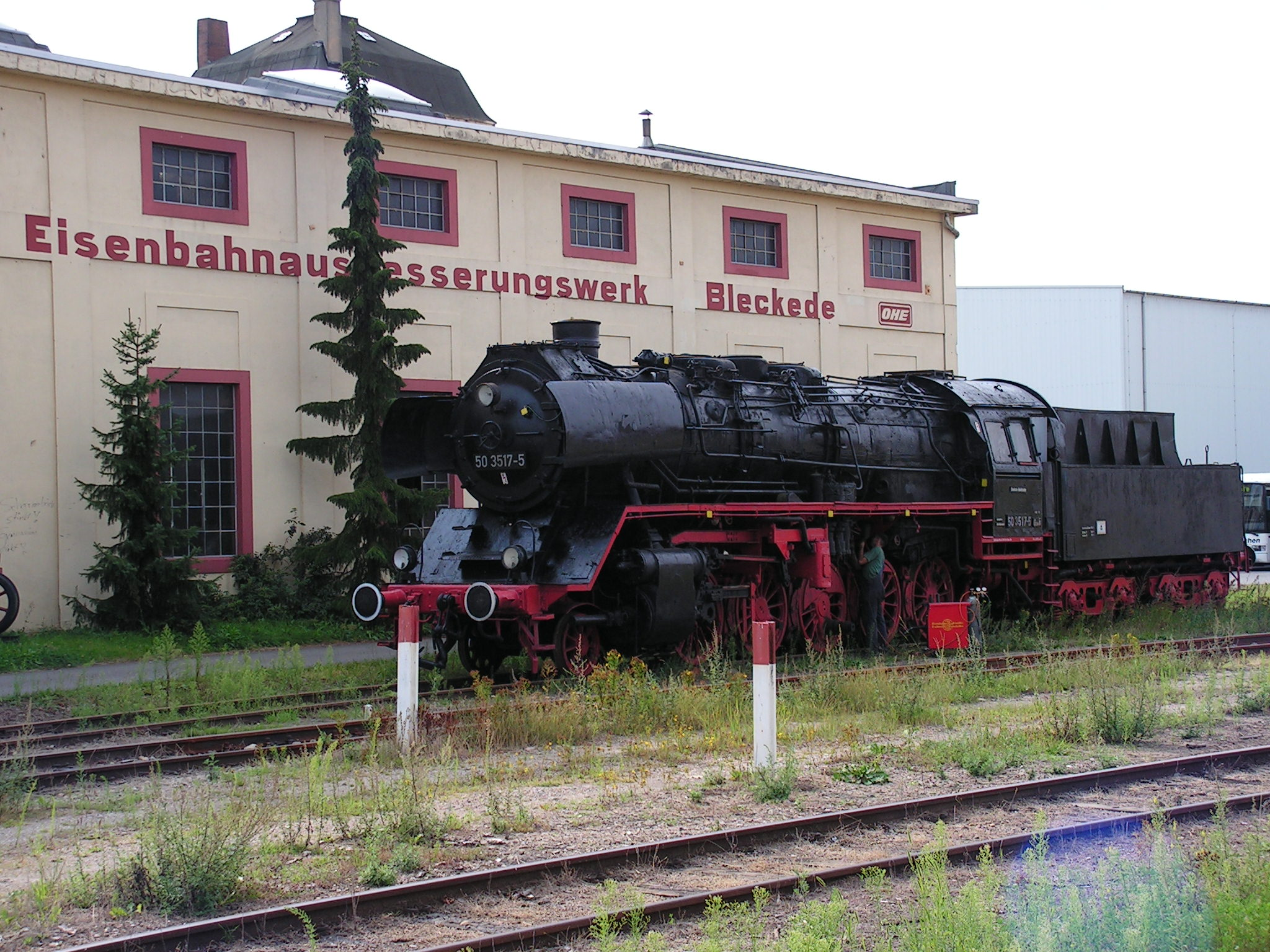
Locomotiva Br 50

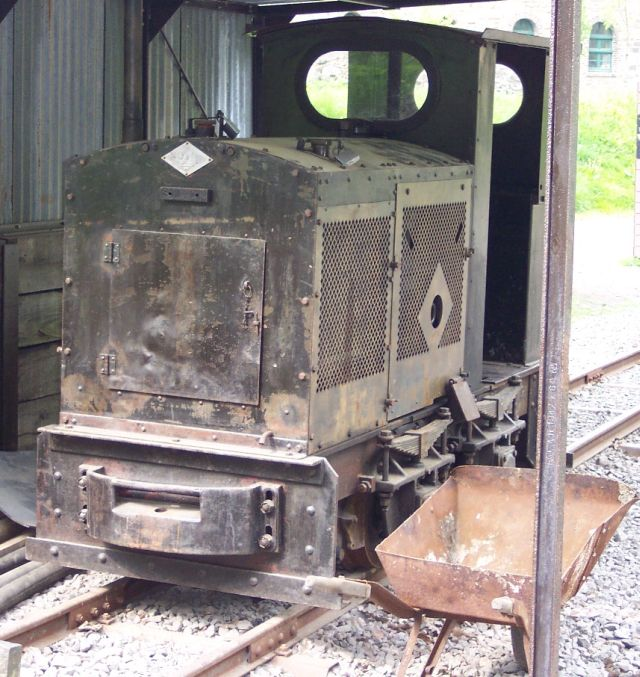
Locomotiva industriale di O&K

Fu molto attiva e presente nella produzione di locotender e più tardi anche di locomotive diesel a scartamento ridotto di ogni misura e di locomotive a vapore e diesel a scartamento normale esportate in molti paesi tra cui l'Italia.

## Profilo
O&K forniva materiali rotabili per ferrovia Decauville, vagoni ferroviari, minerari e materiale ferroviario in genere, fino alle locomotive e vagoni per trasporto merci e passeggeri. Una parte della produzione furono motolivellatrici, pale caricatrici e mezzi d'opera in genere. La firma produsse anche scale mobili, trasmissioni, carrelli elevatori, compressori, caricatori, autobus, vagoni di metropolitene, trattori, chiatte trasporto merci e barche passeggeri, gru terrestri e navali.
Nel 1981 è cessata la produzione di locomotive e nel 1996 è stata ceduta anche la linea di produzione di scale mobili e trasportatori di persone e cose alla società finlandese Kone. 
La produzione di apparati idraulici pesanti il 1º aprile 1998 fu venduta alla americana Terex, dal 19 febbraio 2010 in Bucyrus Int. e dall'8 luglio 2011 in Caterpillar. Una quota di minoranza O&K della Friedrich Krupp AG Hoesch-Krupp venne venduta il 1º aprile 1998 alla New Holland Construction (CNH Industrial, già Fiat Industrial e ancor prima Gruppo Fiat).
La produzione di cambi, assi e riduttori O&K Antriebstechnik GmbH dell'impianto di Hattingen è andata all'italiana Carraro.
Nel novembre 2015 viene annunciato che la produzione di motolivellatrici nello storico stabilimento di Berlino verrà chiuso a marzo 2016 dal gruppo CNH Industrial e la produzione trasferita in Italia a Lecce.
L'attività industriale del marchio O&K nel settore metalmeccanico è cessata nel 1999.

## Alcune locomotive italiane di produzione O&K
- Molte unità del noto gruppo T3 in servizio in varie ferrovie concesse;
- Locomotive 1÷5 della Ferrovia della Valle Brembana, cedute in seguito alla FVS;
- Locomotive gruppi 28 e 29 della Società Veneta;
- Locomotive 2÷7 della Società Italiana per la Ferrovia della Valsugana (SIFV), passate in seguito alle Ferrovie dello Stato che le immatricolarono nel gruppo 870.

## Storia

### Inizi a Schlachtensee, Berlino
L'origine dell'azienda risale alla produzione di materiali rotabili per la ferrovia Decauville, vagoni per miniera, rotaie Vignoles e altri macchinari presso lo Schlachtensee, vicino a Berlino. Il giovane Benno Orenstein prese 3.000 Reichsmark attraverso un prestito da suo zio, e Arthur Koppel come procuratore di maggioranza con 15.000 RM. La società crebbe lentamente e nel 1885 i due soci si separarono consensualmente. Si divisero il mercato sia estero che domestico per cinque anni, e Koppel fondò la Arthur Koppel. Nel 1905 le due aziende unirono la loro clientela, e dopo la morte di Koppel nel 1908 nell'anno successivo si riunirono creando la Orenstein & Koppel – Arthur Koppel Aktiengesellschaft.
Nel frattempo Orenstein si unì ad altri due venditori tra i quali il fratello Max, e fondò nel 1886 la sede di Berlino-Tempelhof. L'ingegnere Max Orenstein fondò nel 1890 a Schlachtensee la Märkische Lokomotiv-Fabrik. In pochi anni già nel 1895 vi furono i siti O&K a Dortmund, Praga e Budapest. Filiali vi furono anche a Buenos Aires, Durban e Johannesburg, sull'Isola di Giava e a Calcutta. Nel 1897 in società con la Dresdner Bank come Hausbank venne creata la Aktiengesellschaft für Feld- und Kleinbahnen-Bedarf, vormals Orenstein & Koppel. Vennero aperte le fabbriche a Potsdam e Varsavia, così come Spandau, e la costruzione di veicoli per ferrovia a scartamento normale dal 1900.

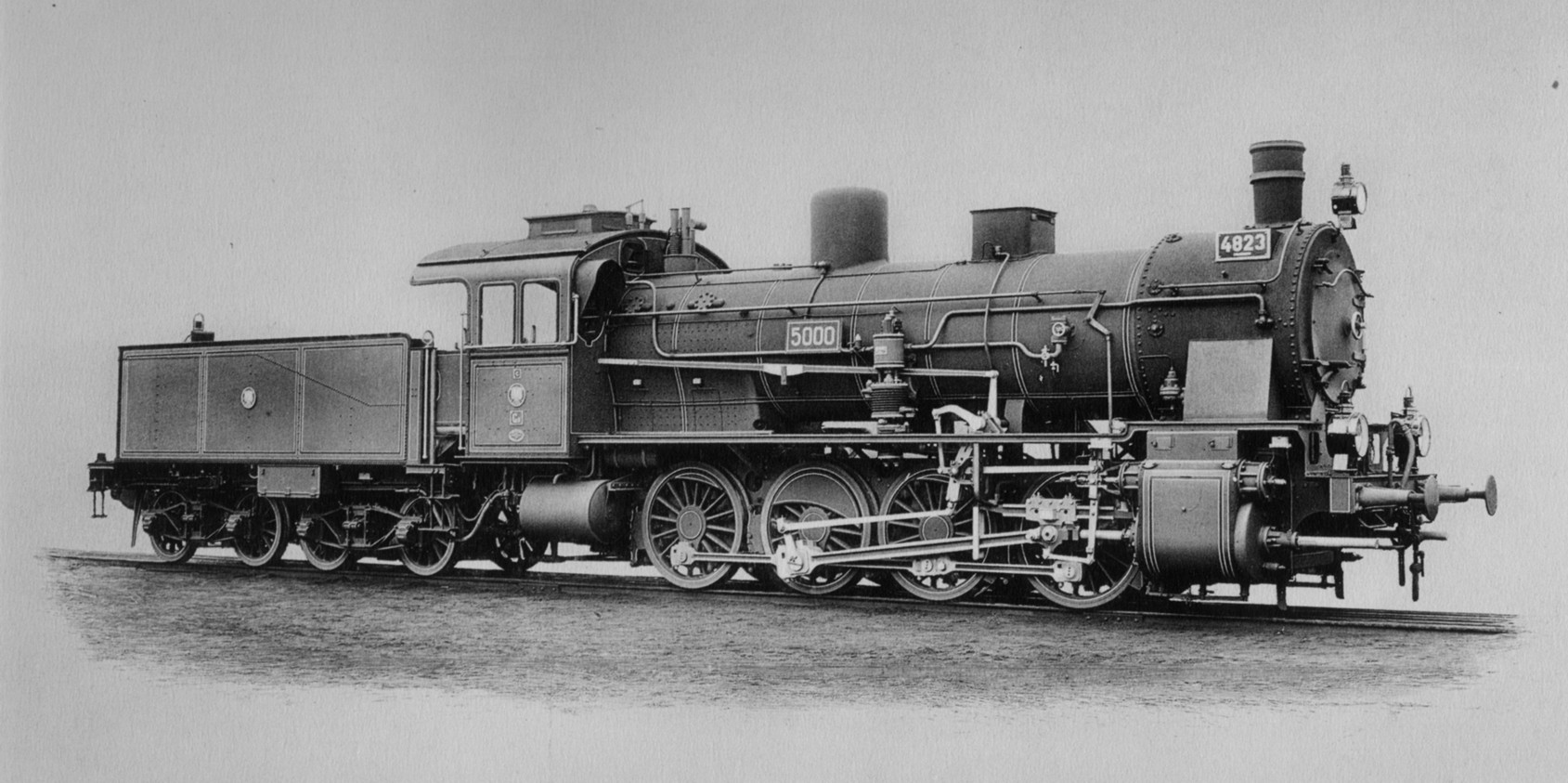
5000. Lokomotive O&K (1913)

Nei primi anni dieci O&K iniziò una produzione in serie. Nel 1913 venne prodotta la 5.000ª locomotiva. Nel 1911 venne acquisita la Lübecker Maschinenbau Gesellschaft. Nel 1913 vi erano una dozzina di fabbriche e 100 filiali in tutto il mondo con 15.000 dipendenti O&K. In questo periodo fu creata la sede di Tempelhofer Ufer 23–24.

### La fabbrica a Neuendorf/Babelsberg e Spandau
La fabbrica vicina a Potsdam presso la ferrovia Drewitz fu designata dalla O&K come „Lokomotivfabrik Drewitz“, non proprio a Drewitz (Potsdam), piuttosto a Neuendorf bei Potsdam, più tardi Babelsberg. Dal 1º aprile 1899 vennero costruite locomotive. Dal 1938 la designazione ufficiale fu „O&K Werk Babelsberg“.
La Waggon- und Weichen-Bauanstalt di O&K a Spandau produsse anche escavatori.
Sul finire del secolo O&K iniziò a produrre escavatori cingolati, con pale in legno e dal 1904 „ganz aus Eisen“ ((IT)  "tutto in ferro"), movimento con motore a vapore o Spiritusmotoren. Nel 1908 sviluppò O&K un escavatore per linea ferroviaria per lavori su terreni difficili. Nel 1922 venne costruito una pala escavatrice a cingoli. Dal 1926 venne usato un motore Diesel al posto di quello a vapore.

### Nazionalsocialismo e seconda guerra mondiale

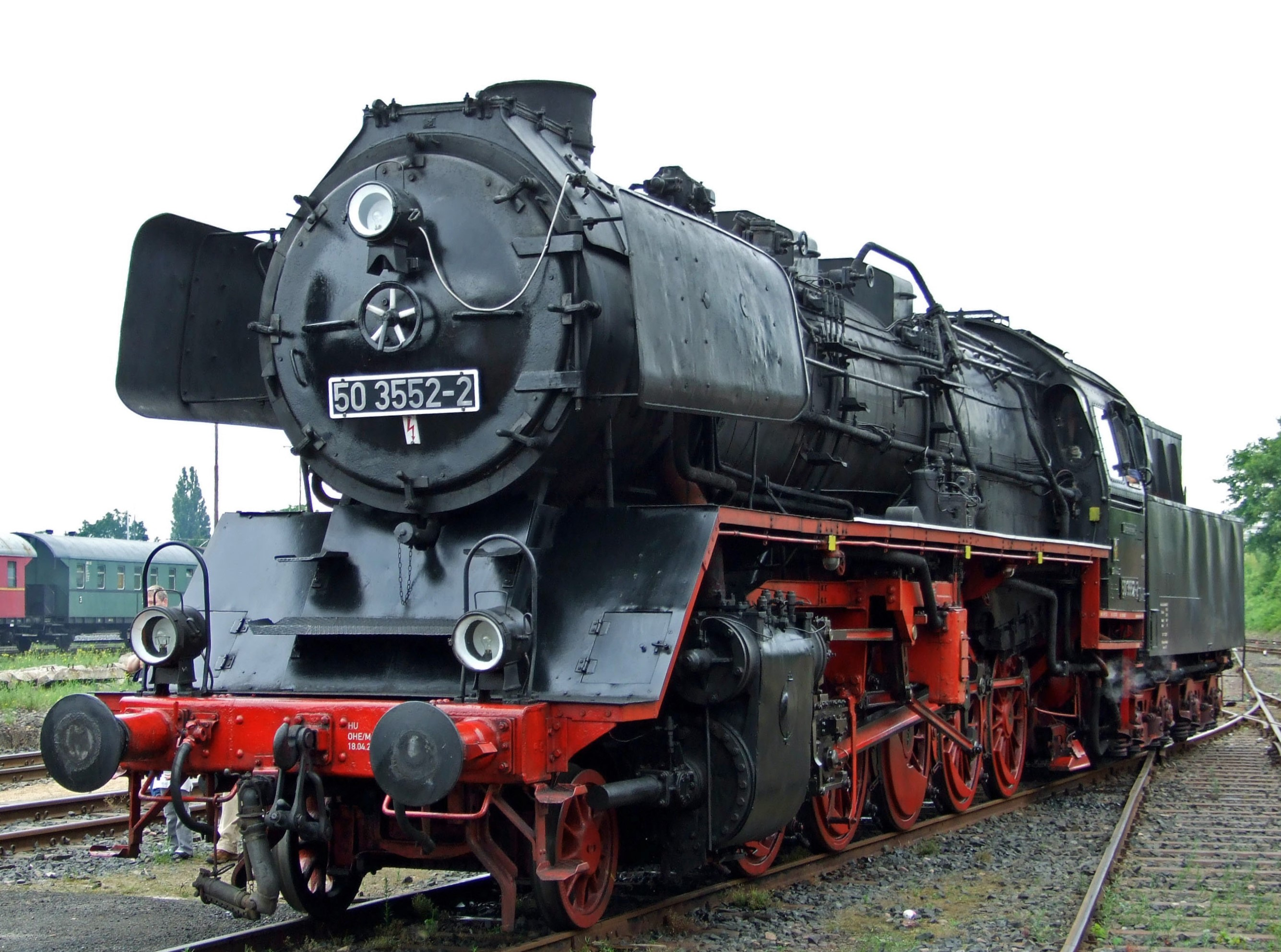
Locomotiva a vapore DR-Baureihe 50.35

Dagli anni trenta vennero costruite oltre a materiale rotabile da lavoro anche rotabili a scartamento normale su grossa scala, per tutte le Rangierdiesellokomotive e le Einheitsdampflokomotive della serie 44 e 50 per la Deutsche Reichsbahn.
A Spandau vennero costruiti escavatori per sabbia e a ruota per cava.
Nel 1933 su mandato della Dresdner Bank venne messo nel consiglio di amministrazione il nazionalsocialista e vecchio camerata Hermann Göring, per la cosiddetta opera di arianizzazione. Organizzò una fase di accordo „Gleichschaltungsabkommen“, facendo rimanere il 16% delle azioni alla famiglia di origine giudea Orenstein. Nell'agosto 1933 viene messa in atto una ricapitalizzazione di circa il 45%. Nel 1935 il presidente Alfred Orenstein è messo in arresto, dimessosi si ritira in esilio a Johannesburg, dove fino all'ottobre 1938 lavorò per la filiale O&K in Sudafrica. Nel febbraio 1940 viene messo in atto un aumento di capitale e rinominata la società in Maschinenbau und Bahnbedarf Aktiengesellschaft, vormals Orenstein & Koppel. Al posto di O&K ora c'è MBA. Dal novembre 1940 la famiglia giudea del fondatore Orenstein e Koppel non ebbe più alcuna valenza e la maggioranza delle azioni passò alla Hoesch AG. Una pronipote di Benno Orenstein e un giudice federale USA nel 1993 scoprirono le origini giudee degli avi e nei primi anni 2000 chiesero un risarcimento. La nonna, che deteneva 1/4 delle azioni di Benno Orenstein, nel 1950 rientrò in un elenco della Deutsche Bank, senza ricevere alcuna risposta, e ricevette solo un ordine di pagamento di 38.000 RM per le azioni di Alfred Orenstein.
La fabbrica restò in piedi nei diversi bombardamenti su Berlino, dopo l'incendio della palazzo direzionale e la dismissione non vennero costruite più locomotive.

### Fabbrica Nordhausen

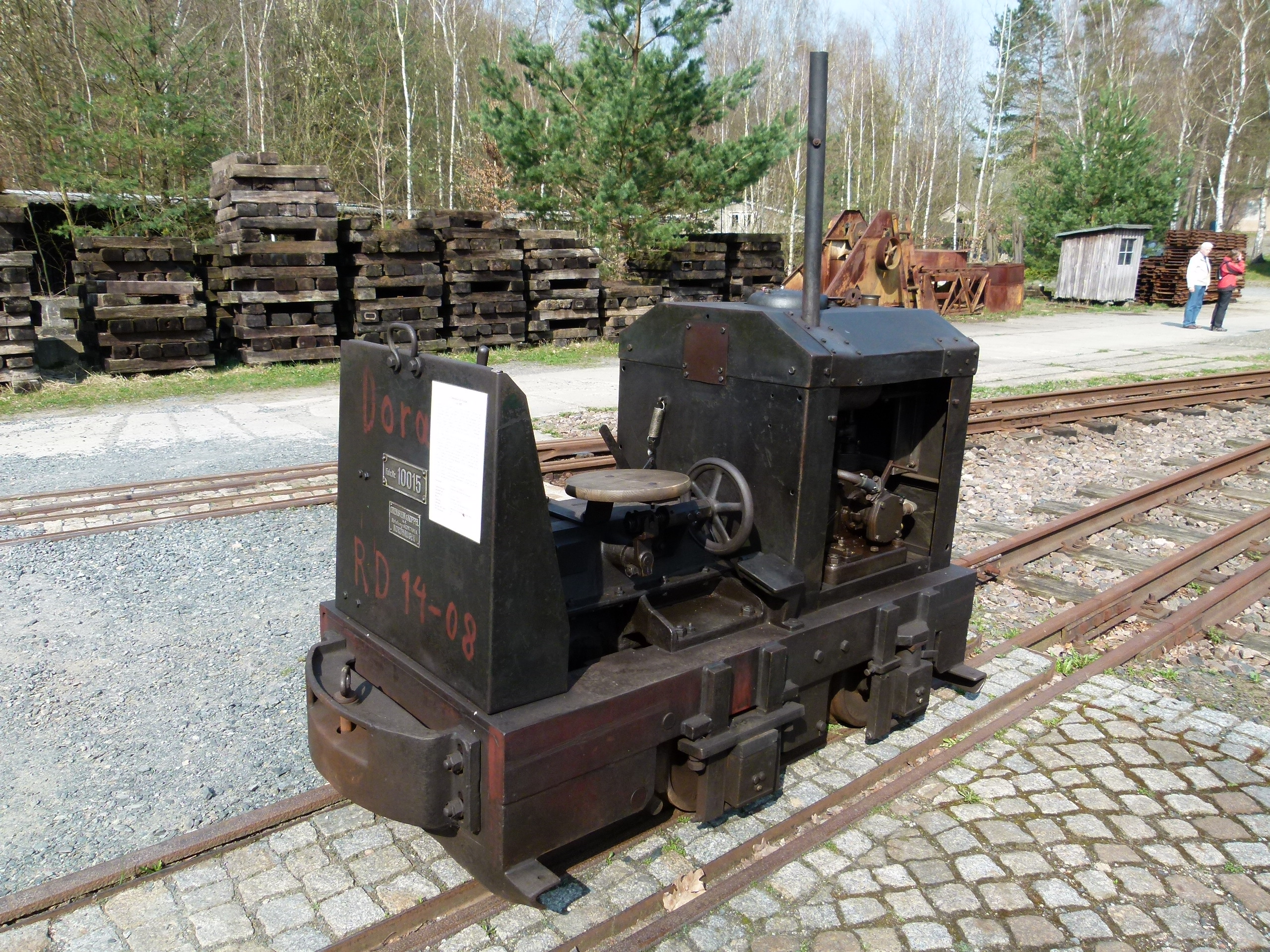
Locomotiva Orenstein & Koppel AG (Nordhausen), Typ MD 1, 11 PS, anno 1939

A Nordhausen la „Montania AG vormals Gerlach & König“ dal 1907 costruiva locomotive con motore a combustione interna; venne acquisita da O&K. Nel 1912 la Montania venne rinominata da O&K come „Orenstein & Koppel AG - Nordhausen“.
Fornì le locomotive per la Heeresfeldbahn durante la prima guerra mondiale, poi il Trattato di Versailles e la caduta delle esportazioni colpì molto l'azienda, che sul finire del 1925 per tre mesi interruppe l'attività. Alcuni anni dopo riprese a pieno ritmo l'attività producendo fino al 1935 a Nordhausen 5299 locomotive, e in totale 9371 esemplari a gennaio 1942. In quel periodo venne spostata la produzione, con già 421 locomotive iniziate, a Praga. Dopo la fine della seconda guerra mondiale non vennero più costruite a Nordhausen.
Durante le due guerre mondiali la O&K/MBA costruì 400 locomotive da guerra serie DR-Baureihe 52 – non chiaro ancora oggi se a Babelsberg o Nordhausen.
Durante la DDR la „VEB Schwermaschinenbau Nordhausen“ costruì escavatori pesanti.

### Fabbrica Neuendorf
Nelle vicinanze della Bahnhofs Drewitz venne creata la „Märkische Lokomotivfabrik Orenstein & Koppel OHG“ nel 1899 con officina e lavorazioni di caldaie. Vennero qui costruite Einheitslokomotiven delle serie DR-Baureihe 41, DR-Baureihe 44, DR-Baureihe 50 e DR-Baureihe 64, così come Kriegslokomotive della DR-Baureihe 52.
Nel 1946 ci fu la produzione di caldaie per locomotive e un anno dopo la produzione della prima locomotiva del dopoguerra. Il 18 marzo 1948 viene creata una Volkseigener Betrieb sotto il tetto della LOWA e chiamata VEB LOWA Lokomotivbau Karl Marx Babelsberg (LKM). La LKM produsse locomotive a motore termico per la DDR, anche locomotive diesel come la V 180. Nel 1976 venne prodotta l'ultima Diesel, dal 1964 una parte della produzione di locomotive diesel venne spostata alla VEB Lokomotivbau Elektrotechnische Werke „Hans Beimler“ (LEW) di Hennigsdorf. Nel 1990 la Maschinenbau Karl Marx Babelsberg attraverso la Treuhandanstalt divenne una GmbH e fino al 1992 lì si stabilì. Oggi nel sito vi è un centro commerciale.

### Repubblica Federale

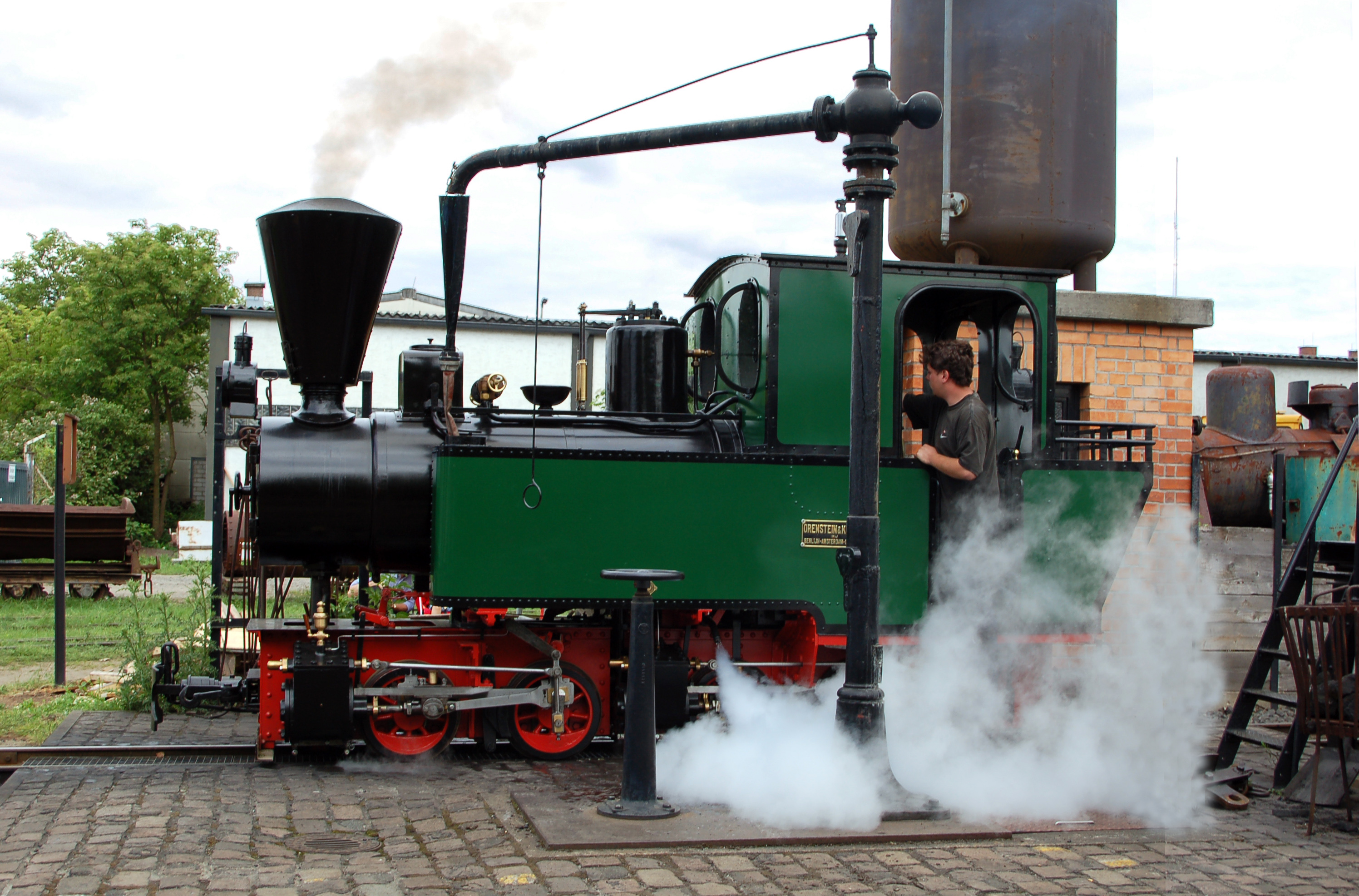
Feldbahnlokomotive O&K 3902 locomotiva Mallet del Frankfurter Feldbahnmuseum

Nella Germania Ovest la società divenne dal 1949 „Orenstein & Koppel AG“; la denominazioni diverrà poi con la fusione con Lübecker Maschinenbau AG (LMAG) nel 1950 in „Orenstein-Koppel und Lübecker Maschinenbau AG“. La sede sociale fu a Berlino. Dopo la costruzione del muro di Berlino nel 1961 la sede venne spostata a Dortmund; in una nuova sede, fino alla metà degli anni settanta.
Nel 1972 la produzione O&K fu in cinque fabbriche: Berlin (West), Dortmund, Hagen, Hattingen/Ruhr e Lubecca, e un centro di parti di ricambio a Bochum, 24 filiali e uffici vendita in Bundesrepublik così come nei cinque continenti. In quegli anni la società ebbe 8.550 dipendenti, il fatturato di 622 Mio. DM, l'export al 31%, il capitale sociale a 50 Mio. DM, e riserve per 44,9 Mio. DM.

### O&K-Werk Dortmund-Dorstfeld

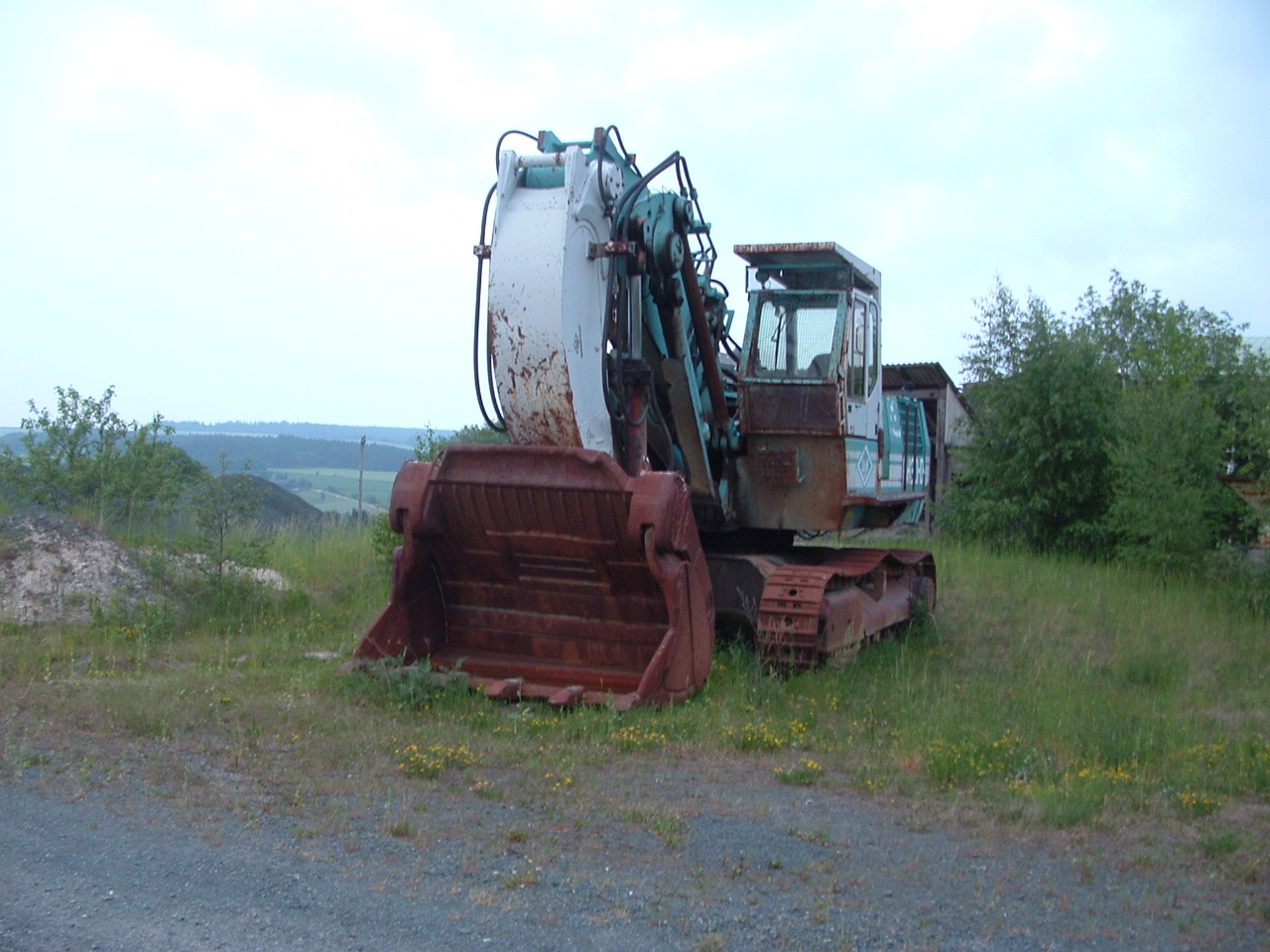
Escavatore frontale O&K RH 30-D

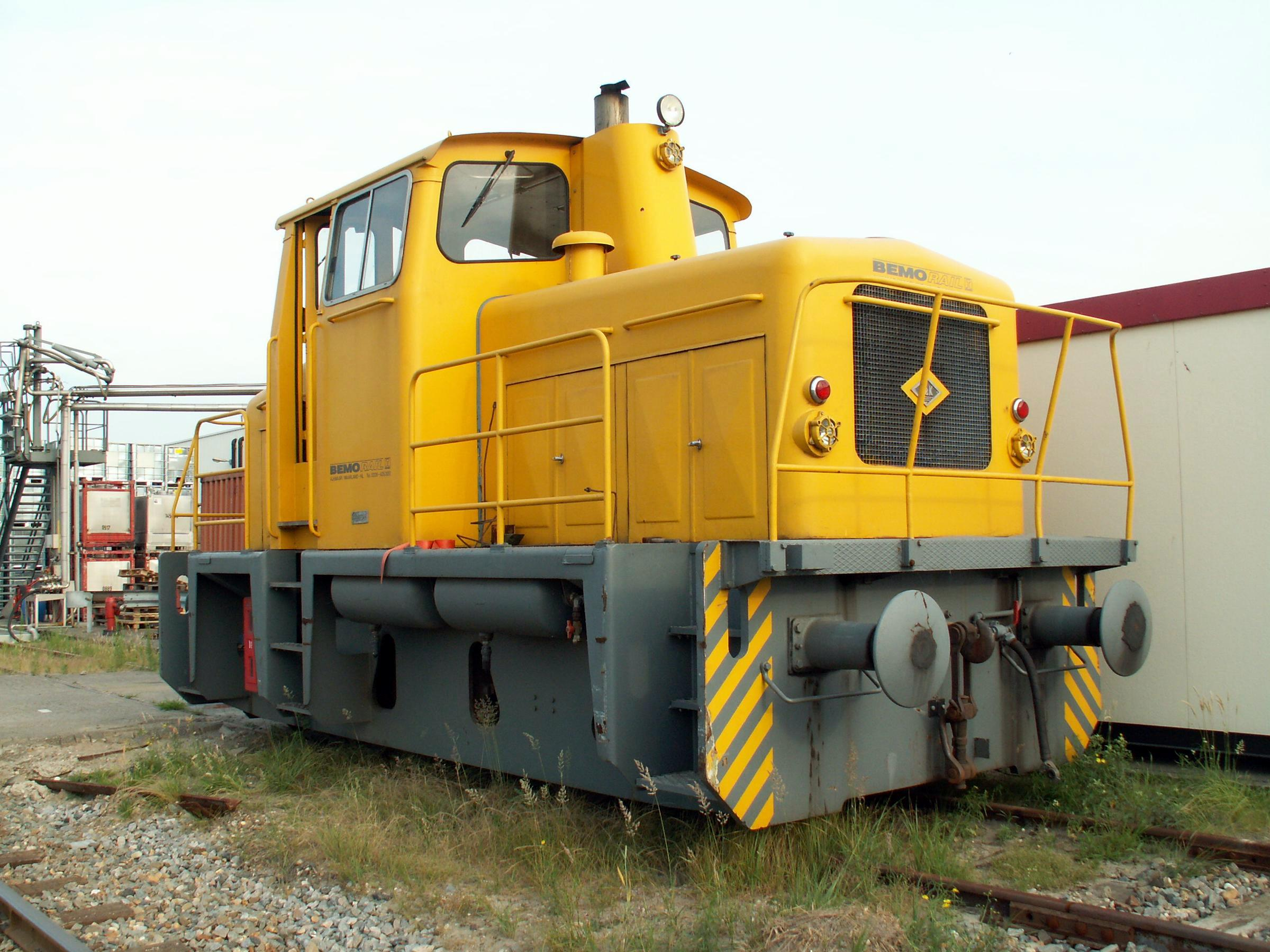
Rangierlokomotive O&K

La produzione dal 1949 fu di vagoni e macchine, e escavatori. Nel 1961 la O&K prima in Europa produsse in serie escavatori totalmente idraulici. Oltre 55.000 escavatori idraulici vennero approntati, più di 700 apparati oltre le 100 tonnellate, come la escavatrice più grande del mondo con 1000 tonnellate di carico, con motore da 3280 Kilowatt (4400 HP) e capacità di 45 metri cubi.
Per le ferrovie vennero prodotti materiali rotabili e locomotive a scartamento normale. Al 1968 vennero prodotte locomotive Diesel in 12.000 esemplari, la più grande serie del mondo della categoria. La produzione di locomotive terminò nel 1981.
Una parte della fabbrica Dortmund produsse vagoni merci. Fino alla fine degli anni'60 furono anche prodotti compressori stradali. Un'altra parte della fabbrica costruì macchine da costruzione, escavatori e pale gommate.
La fabbrica di Dortmund-Dorstfeld ebbe negli anni d'oro circa 2.000 dipendenti. Le macchine da costruzione furono consegnate in tutte le parti del mondo anche per impieghi in condizioni climatiche avverse. L'esportazione era oltre l'80%.
Dall'inizio degli anni'80 vi fu la concorrenza di aziende americane e giapponesi. Vi fu una forte riduzione di personale. La parte di costruzione di vagoni fu interrotta. Dal 1º aprile 1998 la produzione di escavatori idraulici per miniere a cielo aperto („O&K Mining Dortmund“) venne ceduta alla Terex. Poi, il 19 febbraio 2010 la Terex cedette la divisione „Mining“ alla Bucyrus, le macchine O&K vennero vendute a marchio Bucyrus, ma la designazione dei modelli O&K rimase. Alla fine del 2010 la Bucyrus viene acquisita dalla Caterpillar. Dal luglio 2011 i marchi O&K e Bucyrus entrano nella storia. Il resto della produzione O&K viene messa in CNH Global.
I diritti europei sul nome O&K-Mining così come Orenstein & Koppel e il logo sono registrati a Herr Stüttem per l'azienda IBB GmbH und MineParts GmbH nell'ottobre 2011 dopo un'azione legale contro Bucyrus/Caterpillar.

### O&K-Werk Lübeck

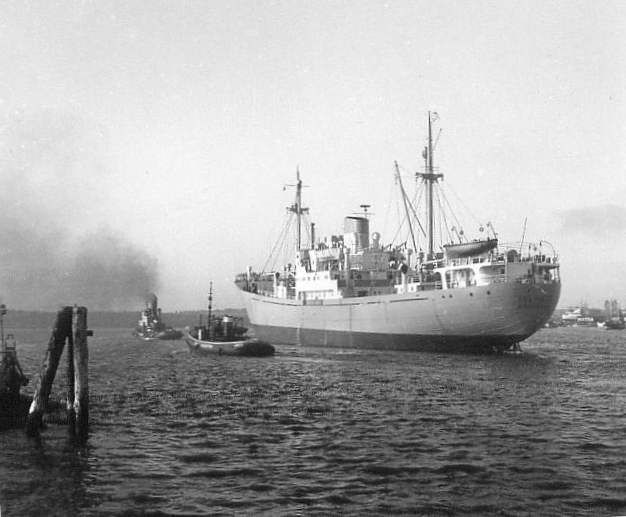
O&K Baunr.: 508, Bj 1954/55

La fabbrica di Lubecca fu per decenni una grossa parte della O&K. Oltre alla ingegneria navale nel cantiere navale della Lübecker Werk produssero anche apparati per miniera a cielo aperto, per l'estrazione di lignite. Dopo l'acquisizione della società madre O&K Hoesch AG da parte di Friedrich Krupp AG, che più tardi con Thyssen diventerà ThyssenKrupp AG.
La fabbrica di Lubecca è specializzata nelle gru navali, e la produzione di grandi macchine come generatori eolici. In Europa non ci sono molte aziende, con tecniche di saldatura e lavorazione meccanica di impianti di grandi dimensioni.

### O&K-Werk Bochum

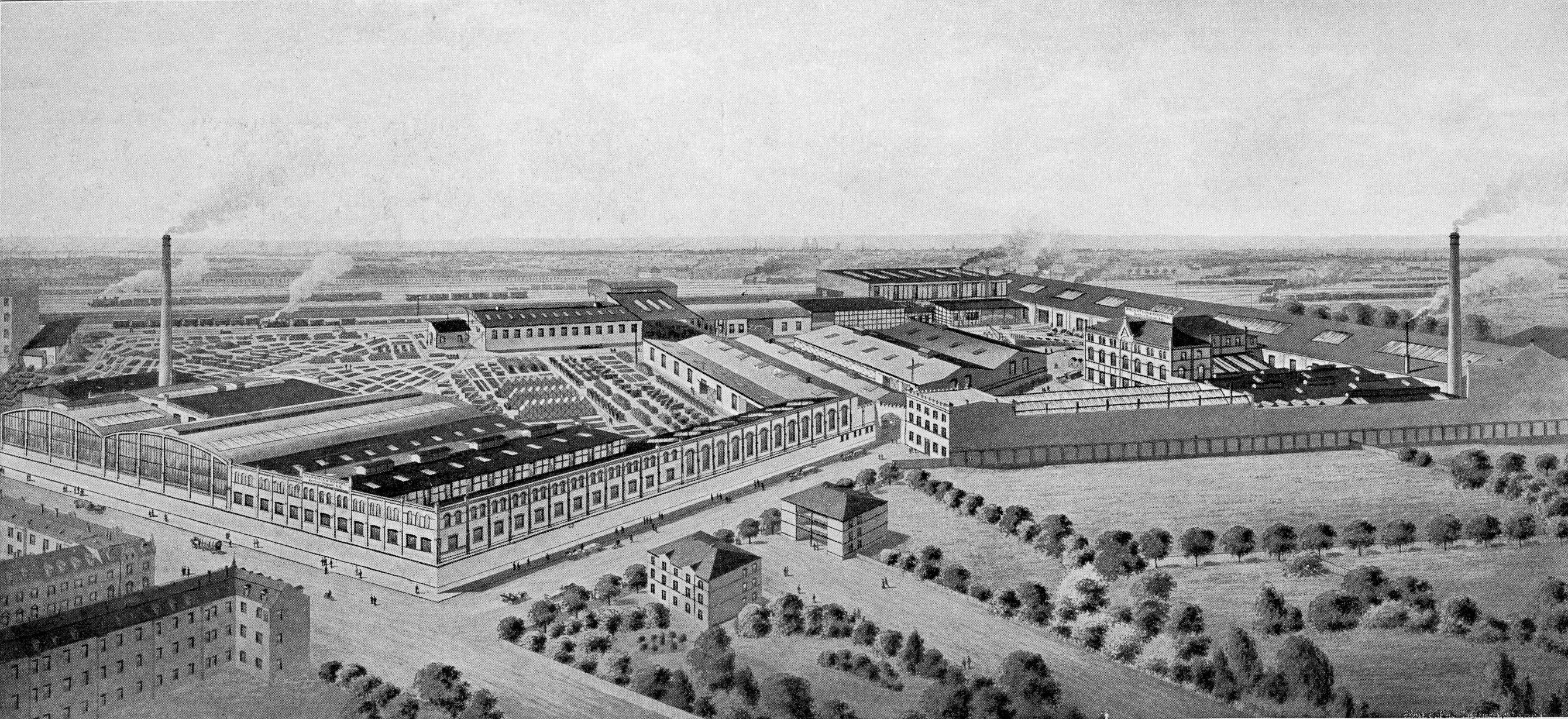
Vista della fabbrica di Bochum nel 1913

Nel 1890 a Bochum è sorta la Arthur Koppel AG, die sich 1885 vom Mutterkonzern abgespalten hatte, im Dreieck Bessemerstraße / Ringlokschuppen / Wörthstraße (heutige Ursulastraße) ging nach dem Tod Koppels 1909 wieder in der Orenstein & Koppel AG auf. Vennero costruite qui Feldbahn e materiale rotabile a scartamento ridotto. Durante la seconda guerra mondiale la fabbrica fu bombardata e successivamente divenne un magazzino ricambi. Oggi è „Henry-Bessemer-Park“ noto per gli sport indoor.

### O&K-Werk Hattingen e altri siti
La fabbrica Hattingen (a.d. Ruhr) fu sdoppiata. La parte O&K costruttrice di scale mobili fu venduta nel 1996 alla KONE, e successivamente nel 2005 chiusa. Una parte della fabbrica vicina produceva trasmissioni.
Una fabbrica a Kissing, dove producevano pale gommate (già Eisenwerk Gebrüder Frisch), divenne temporaneamente O&K. Un anno dopo la fabbrica a Hagen (Westfalen) costruì le pale gommate pesanti.